# Лий Кърслейк
Лий Кърслейк (на английски: Lee Kerslake) е английски рок барабанист.

## Биография
Роден е на 16 април 1947 г. в град Борнмът, Англия. От 1971 г. до 2007 г. е член на групата „Юрая Хийп“. В началото на 2007 г. напуска групата поради здравословни проблеми. Свирил е и с групите „Блекфут", „Годс", „Тоу Фат", „Хед Машин“ и проекта „Ливинг Лауд" (2004). Участвал е в записите на самостоятелни албуми на Кен Хенсли, Дейвид Байрън и Ози Озбърн.

## Дискография

### „Годс“
- Genesis (1968)
- To Samuel A Son (1970)
- The Gods Featuring Ken Hensley (1976)

### „Хед Машин“
- Orgasm (1970)

### „Нашънъл Хед Банд“
- Albert One

### „Тоу Фат“
- Toe Fat (1970)

### „Юрая Хийп“
- Demons and Wizards (1972)
- The Magician's Birthday (1972)
- Uriah Heep Live (1973)
- Sweet Freedom (1973)
- Wonderworld (1974)
- Return to Fantasy (1975)
- High and Mighty (1976)
- Firefly (1977)
- Innocent Victim (1977)
- Fallen Angel (1978)
- Abominog (1982)
- Head First (1983)
- Equator (1985)
- Live at Shepperton '74 (1986)
- Live in Europe 1979 (1986)
- Live in Moscow (1988)
- Raging Silence (1989)
- Different World (1991)
- Sea of Light (1995)
- Spellbinder Live (1996)
- King Biscuit Flower Hour Presents In Concert (1997)
- Sonic Origami (1998)
- Future Echoes Of The Past (2000)
- Acoustically Driven (2001)
- Electrically Driven (2001)
- The Magician's Birthday Party (2002)
- Live in the USA (2003)
- Magic Night (2004)
- Between Two Worlds (2005)

### Кен Хенсли
- Proud Words On A Dusty Shelf (1973)

### Дейвид Байрън
- Take No Prisoners (1975)
- Man Of Yesterdays: The Anthology

### Ози Озбърн
- Blizzard of Ozz (1980)
- Diary of a Madman (1981)
- The Ozzman Cometh (1997)

### Ливинг Лауд
- Living Loud (2003)
- Live In Sydney (2006)